# Hôtel de Pourlans
L’hôtel de Pourlans est un édifice situé dans la ville de Dijon, dans la Côte-d'Or en région Bourgogne-Franche-Comté.

## Histoire
La façade sur la cour et la tourelle d'escalier avec les toitures correspondantes sont inscrites au titre des monuments historiques par arrêté du 22 septembre 1943.